# Alejandro Trejo
Alejandro Edmundo Trejo Zapata (Santiago, 8 de agosto de 1959) es un actor de teatro, cine,  televisión y doblaje chileno. Entre sus principales trabajos figura la galardonada película Taxi para tres de 2001, por la cual recibió el premio al Mejor Actor en el Festival de Cine de Manila. Premio al mejor actor en el Festival de Gramado,  El Premio Altazor 2002 a mejor actor en cine y Teatro En 2012 Premio mejor actor serie de TV, Premio Caleuche Mejor de Soporte en género Teleserie

## Biografía
Alejandro Trejo, consagrado actor chileno.
Ingresó en 1979 a la Escuela de Teatro Moneda dirigida por la actriz Pury Durante. Trabaja en Teatro Callejero entre 1984 y 1986 En 1986 fundó, junto a Juan Edmundo González, la compañía El Clavo,
Como actor ha participado en numerosas obras, entre las que figuran Lautaro, de Isidora Aguirre; Historias de un galpón abandonado, de Ramón Griffero; Tríptico y El Señor Presidente, estas dos últimas con la compañía El Clavo. Posteriormente en la compañía La Batuta participó en Crónica de una muerte anunciada, El Principito, La Casa de Bernarda Alaba { versión masculina} Galileo Galilei, La Muerte de Woody Allen todas bajo la dirección de Mateo Iribarren. En 1994 con el grupo Bufón Negro forma parte de los elencos de El coordinador, El solitario, Un dulce aire canalla y El amor intelectual, todas ellas de Benjamín Galemiri. Un gran éxito teatral suyo fue en el año 1998  Nadie es profeta en su espejo, del Dramaturgo Nacional Jorge Díaz, bajo la dirección de Alejandro Goic y La Condición Humana escrita y dirigida por Mateo Iribarren.
En el año 2007 Protagonizó Macbeth de William Shakespeare bajo la dirección del inglés Ian Wooldrich,  compartiendo el escenario con el actriz Liliana Roos. Ha realizado giras teatrales nacionales e internacionales desde el año 1994.
Como director teatral se ha destacado con La comarca del jazmín, de Oscar Castro; Crónicas marcianas, de Ray Bradbury; El libro de Rebeca, de Benjamín Galemiri; Loco afán, de Pedro Lemebel, El desvarío de Jorge Díaz, Desórdenes Mentales de Eugenia Prado, Las Brutas de Juan Radrigan .
En cine, destacan sus actuaciones en El Cobrador, Taxi para tres, El chacotero sentimental, Subterra, Machuca, Gente decente , Los debutantes entre otras muchas películas. .
Alejandro Trejo además es Locutor y actor de doblaje que lleva más de 37 años en ese oficio, prestando su voz para diversos comerciales radiales, series, películas, animaciones y documentales de televisión.

## Filmografía

### Cine
- Historia de lagartos (1989)
- El cobrador (1994)
- El chacotero sentimental (1999) - Richard
- Mi famosa desconocida (2000) - Pato
- Taxi para tres (2001) - Ulises Morales
- Un ladrón y su mujer (2001) - Luis Bahamondes
- Tres noches de un sábado (2002)
- Los debutantes (2003) - Don Pascual
- Subterra (2003) - Eduardo
- El juego de Arcibel (2003)
- El tesoro de los caracoles (2004) (cortometraje)
- Gente decente (2004) - Ernesto
- Machuca (2004) - Willy
- Alberto: ¿quién sabe cuánto cuesta hacer un ojal? (2005)
- Fuga (2006)
- La recta provincia (2007) - Celoso
- El brindis (2007)
- Mansacue (2008)
- Desde el corazón (2009)
- Super, todo chile adentro (2009) como Edwin
- Schop Sui (2010)
- Drama (2010)
- Mi último round (2010)
- El Tío (2013)
- Mejor estar solo (2014)
- Distancia (2015)
- Trauma (2017)
- Piola (2020)
- Penal Cordillera { 2023}

### Telenovelas
| Año  | Título                   | Papel                   | Notas        |
| ---- | ------------------------ | ----------------------- | ------------ |
| 2003 | Machos                   | Víctor Benavides        | 32 episodios |
| 2004 | Hippie                   | Pedro Leiva             |              |
| 2004 | Tentación                | Rafael Santelices       | ¿? episodios |
| 2005 | Brujas                   | Gregorio "Goyo" Sánchez |              |
| 2006 | Descarado                | Baltazar Garretón       |              |
| 2007 | Papi Ricky               | Máximo Tapia            |              |
| 2008 | Lola                     | Giovanni Báscoli        | 11 episodios |
| 2009 | Cuenta conmigo           | Miguel Sermiento        |              |
| 2009 | Corazón rebelde          | Raúl Santander          | 1 episodio   |
| 2010 | Martín Rivas             | Fidel Elías             |              |
| 2010 | Primera dama             | Facundo Madrid          | 19 episodios |
| 2011 | Soltera otra vez         | Dr. Vasconcellos        | ¿? episodios |
| 2012 | Las Vega's               | Carlos Vega             | 23 episodios |
| 2013 | Secretos en el jardín    | Roberto Soto            | ¿? episodios |
| 2015 | Veinteañero a los 40     | Alberto Guerra          |              |
| 2016 | El camionero             |                         | ¿? episodios |
| 2017 | Dime quien fue           | Roberto Muñoz           |              |
| 2018 | Verdades ocultas         | Genaro Silva            | 31 episodios |
| 2019 | Yo soy Lorenzo           | Agustín Mainardi        | 16 episodios |
| 2021 | Demente                  | Maximiliano De Winter   | ¿? episodios |
| 2021 | Pobre novio              | Carlos Domínguez        | 4 episodios  |
| 2022 | Hasta encontrarte        | Francisco Echenique     |              |
| 2023 | Juego de ilusiones       | Pascual Marambio        | 14 episodios |
| 2023 | Generación 98            | Raúl Olmedo             | 54 episodios |
| 2024 | El señor de La Querencia | Renato Echenique        | 4 episodios  |
| 2025 | El jardín de Olivia      | Luis Emilio Walker      |              |

### Series y unitarios
| Series de televisión | Series de televisión                 | Series de televisión          | Series de televisión |
| Año                  | Serie                                | Rol                           | Canal                |
| -------------------- | ------------------------------------ | ----------------------------- | -------------------- |
| 2002                 | La vida es una lotería               | Lucho                         | TVN                  |
| 2002                 | El día menos pensado (Ep 8)          | Juez                          | TVN                  |
| 2007                 | Dinastía Sa-Sá                       | Gregorio "Goyo" Sánchez       | Canal 13             |
| 2007                 | Héroes                               | Carlos Rodríguez              | Canal 13             |
| 2007                 | Casado con hijos                     | Animador del programa         | Mega                 |
| 2010                 | Réquiem de Chile                     | General René Schneider        | Canal 13             |
| 2010                 | Volver a mí                          | Vladimir Toledo               | Canal 13             |
| 2011                 | Los archivos del Cardenal            | Carlos Pedregal               | TVN                  |
| 2012                 | Vida por vida                        | Dr. Pedro Miño                | Canal 13             |
| 2012                 | El diario secreto de una profesional | Andrés                        | TVN                  |
| 2012                 | Infieles                             | Moisés                        | Chilevisión          |
| 2012                 | Cobre                                | Víctor Serrano                | Mega                 |
| 2012                 | Solita camino                        | Simón Rodríguez               | Mega                 |
| 2013                 | Malandras                            | Pedro                         | VTR                  |
| 2014                 | La canción de tu vida                | Rubén Muñoz                   | TVN                  |
| 2014                 | Centro de alumnos                    | Invitado                      | Mega                 |
| 2014                 | Familia moderna                      | Pelado Arancibia              | Mega                 |
| 2014                 | Sudamerican Rockers                  | Profesor                      | Chilevisión          |
| 2015                 | Sitiados                             | Alejandro                     | TVN                  |
| 2015                 | Juana Brava                          | Ambrosio Bravo                | TVN                  |
| 2016                 | Chico reality                        | Rolando Cepeda                | Mega                 |
| 2019                 | Amor en línea                        | Pedro Pablo Morales           | TVN                  |
| 2020                 | El presidente                        | José María Marin              | Prime Video          |
| 2020                 | Los Carcamales                       |                               | Canal 13             |
| 2021                 | El juego de las llaves               | Cliente                       | Prime Vídeo          |
| 2023                 | Los 1000 días de Allende             | Cardenal Raúl Silva Henríquez | TVN                  |

### Doblaje
- El nuevo show de la Pantera Rosa - Voz de la Pantera Rosa
- Garfield y sus amigos - Oveja Bo
- VeggieTales - Larry el Pepino (doblaje original)
- Taiho Shichauzo Están Arrestados - Ken Nakajima
- Stargate SG-1 – Thor (2.ª voz)
- Transformers Animated – Henry Masterson/Headmaster
- Marmalade Boy - Jin Koishikawa
- Kinnikuman - Relator de Peleas
- Sonic X - Mr. Tanaka
- Super Escuadrón Ciber Monos Hiperfuerza Ya! - Mandarín
- Will y Dewitt – Voces adicionales
- Fritz Kunz - Comisario Rex
- RED - Marvin Boggs
- Spot Ministerio de Vivienda de Chile - Armando Casas
- Spot Lavalozas Magistral - La Gota
- Spot Spot 188 de CTC Mundo voz de Ochito
- Spot Agua Mineral Manantial - Presentador

### Voz en off
- La Roja Íntima - Narra la clasificación de la selección chilena de fútbol al Mundial de Sudáfrica 2010, transmitido el 14 de octubre del 2009 por Canal 13 (Chile).

### Programas de televisión
- Dudo (Canal 13C, 2013) - Invitado